# سبيكتر
سبيكتر هي ثغرة أمنية في المعالجات الحديثة من (Intel - AMD - ARM ) والتي تعتمد في تصميم معالجاتها على ما يعرف بمتنبئ فروع ( التنفيذ المتوقع أو التنفيذ التخيلي)، وجد الباحثون أن هناك نقاط ضعف في هذه المعالجات التي قد تسمح للمخترقين بقراءة معلومات حساسة لا ينبغي أن يطلعوا عليها في وحدة المعالجة المركزية، ويستطيع المخترقون الاطلاع على البيانات التي يوفرها المعالج بصورة مؤقتة خارج رقاقة المعالج سواء في أجهزة الخوادم الرئيسية أو الحواسيب الشخصية وكذلك في الهواتف الذكية.